# Tacuru
Tacuru, amtlich portugiesisch Município de Tacuru, ist eine Stadt im brasilianischen Bundesstaat Mato Grosso do Sul. In der Stadt ist die indigene Sprache Guarini Amtssprache.
Die Bevölkerungszahl wurde zum 1. Juli 2019 auf 11.552 Einwohner geschätzt, die auf einer Gemeindefläche von rund 1785,3 km² leben und Tacuruenser (tacuruenses) genannt werden. Die Gemeinde steht an 53. Stelle der 79 Munizips des Bundesstaates.

## Geographie

### Lage
Die Stadt liegt 427 km von der Hauptstadt des Bundesstaates (Campo Grande) und 1442 km von der Landeshauptstadt (Brasília) entfernt. Die Stadt grenzt an Coronel Sapucaia, Paranhos, Sete Quedas, Japorã, Iguatemi und Amambai.

### Gewässer
Die Stadt steht unter dem Einfluss des Rio Paraná, der zum Flusssystem des Río de la Plata gehört.

### Vegetation
Das Gebiet ist ein Teil der Cerrados (Savanne Zentralbrasiliens).

### Klima
In der Stadt herrscht subtropisches Klimas (Cfa). Die durchschnittliche Temperatur des kältesten Monat liegt zwischen 14 °C und 15 °C.  Die Jahresniederschlagsmenge variiert von 1400 bis 1700 mm.

## Verkehr
In der Stadt treffen die Landesstraßen MS-156, MS-295 und MS-160 zusammen.